# ベーコンエッグ
ベーコンエッグは、卵料理の一種である。

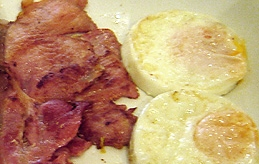
ベーコンエッグ

イギリス式の朝食には欠かせない料理であり、第二次世界大戦時にはイギリス空軍のパイロットに出撃の際の特別食としても出された。
アイルランドには、以下のようなベーコンエッグの起源にまつわる伝説がある。農婦がベーコンを焼いている時にたまたま天井の梁にとまっていた鶏が卵を産み落とし、割れた卵の中身はベーコンの油の中に落ちたという。農婦が修道院での労務を終えた夫にベーコンエッグを出すと、夫はベーコンと卵の組み合わせで生まれた味に感動し、修道院を通して各地にベーコンエッグが広まったと伝えられている。

## 作り方
フライパンにベーコンを入れて弱火で熱し、油がベーコンから染み出し、ベーコンが炒まってきたところで生の鶏卵を割り入れ、ベーコンの油や欠片をかけながら卵が好みの状態になるまで熱する。余分な卵の焦げ付きを防ぐために、フライパンの熱を少し下げておく必要がある。
付け合わせには油で焼いたパンが定番である。料理を食卓に出す前に十分に熱したフライパンにパンを入れ、パンの両面に焼き色を付けて油を染み込ませる。また、マッシュルームのフライ、トマトを焼いたものが付け合わせにされる場合もある。